# Torneo de Moscú 2018
El Kremlin Cup 2018 fue un torneo de tenis jugado en canchas duras bajo techo. Fue la 29.ª edición de la Kremlin Cup, y parte del ATP World Tour 250 series del ATP World Tour 2018, y formó parte del circuito Premier del WTA Tour 2018. Se llevó a cabo en el Estadio Olímpico de Moscú, Rusia, del 15 al 21 de octubre de 2018.

## Distribución de puntos
| Modalidad            | Campeón | Finalista | Semifinales | Cuartos de final | 2ª ronda | 1ª ronda | Clasificados | 2ª ronda de clasificación | 1ª ronda de clasificación |
| Individual masculino | 250     | 165       | 100         | 50               | 25       | 0        | 13           | 7                         | 0                         |
| Dobles masculino     | 250     | 150       | 90          | 45               | 20       | 0        | -            | -                         | -                         |

| Modalidad           | Campeón | Finalista | Semifinal | Cuartos de final | 3ª ronda | 2ª ronda | 1ª ronda | Clasificados | 2ª ronda de clasificación | 1ª ronda de clasificación |
| Individual femenino | 470     | 305       | 185       | 100              | 55       | 30       | 1        | 25           | 13                        | 1                         |
| Dobles femenino     | 470     | 305       | 185       | 100              | 1        | -        | -        | -            | -                         | -                         |

## Cabezas de serie

### Individuales masculino
| Tenista          | Ranking | Preclasificado |
| Marco Cecchinato | 21      | 1              |
| Daniil Medvédev  | 22      | 2              |
| Karen Jachanov   | 27      | 3              |
| Filip Krajinović | 35      | 4              |
| Nick Kyrgios     | 38      | 5              |
| Damir Džumhur    | 39      | 6              |
| Jérémy Chardy    | 41      | 7              |
| Martin Kližan    | 45      | 8              |

- Ranking del 8 de octubre de 2018.[3]

### Dobles masculino
| Tenistas                         | Ranking | Preclasificados |
| Julio Peralta Horacio Zeballos   | 71      | 1               |
| Austin Krajicek Rajeev Ram       | 93      | 2               |
| Max Mirnyi Philipp Oswald        | 100     | 3               |
| Marcin Matkowski Nicholas Monroe | 133     | 4               |

### Individuales femenino
| Tenista              | Ranking | Preclasificado |
| Simona Halep         | 1       | 1              |
| Karolína Plíšková    | 6       | 2              |
| Sloane Stephens      | 8       | 3              |
| Kiki Bertens         | 10      | 4              |
| Anastasija Sevastova | 12      | 5              |
| Daria Kasatkina      | 14      | 6              |
| Elise Mertens        | 15      | 7              |
| Anett Kontaveit      | 21      | 8              |

- Ranking del 8 de octubre de 2018[4]

### Dobles femenino
| Tenistas                              | Ranking | Preclasificados |
| Irina-Camelia Begu Mihaela Buzărnescu | 50      | 1               |
| Raquel Atawo Anna-Lena Grönefeld      | 59      | 2               |
| Alicja Rosolska Abigail Spears        | 60      | 3               |
| Oksana Kalashnikova Demi Schuurs      | 79      | 4               |

## Campeones

### Individual masculino
Karen Jachanov venció a  Adrian Mannarino por 6-2, 6-2

### Individual femenino
Daria Kasátkina venció a  Ons Jabeur por 2-6, 7-6(7-3), 6-4

### Dobles masculino
Austin Krajicek /  Rajeev Ram vencieron a  Max Mirnyi /  Philipp Oswald por 7-6(7-4), 6-4

### Dobles femenino
Alexandra Panova /  Laura Siegemund vencieron a  Darija Jurak /  Raluca Olaru por 6-2, 7-6(7-2)